# Madame du Deffand

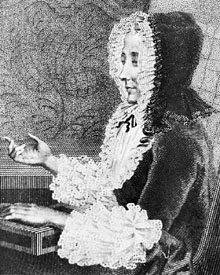
Madame du Deffand (ok. 1750)

Marie de Vichy-Chamrond (lub Champrond), marquise du Deffand (ur. 25 września 1697 na zamku Chamrond w Charolles, zm. 23 sierpnia 1780 w Paryżu), znana jako Marquise du Deffand – francuska właścicielka salonów literackich w epoce oświecenia.

## Życiorys
Marie pochodziła z francuskiej rodziny szlacheckiej, jej ojcem był Gaspard de Vichy, hrabia Champrond (ur. 1665), 
Kapitan Porucznik Żandarmów Duc de Berry, a matką Anne Brûlart (ur. 1670). Marquise du Deffand uczyła się w klasztorze. Jako młoda dziewczyna wyróżniała się tym, że była dowcipna i zuchwała, przez to te bezbronne siostry zakonne były często wzywane do biskupa Massillona. Ten jednak cieszył się z rozmów z piękną dziewczyną. 
W 1718 wyszła za mąż za oficera Marquisa du Deffand (1688–1750), którego wkrótce zostawiła, żeby zamieszkać na dworze księcia Filipa II. Przez krótki czas była metresą regenta. Po rozwodzie otworzyła w Paryżu salon, który był równie popularny wśród postaci społecznych jak i duchowych. Charles-Jean-François Hénault, który od 1728 był wdowcem, zawarł w 1731 z Madame du Deffand długotrwały związek.
Gorliwie korespondowała z mistrzami epoki oświecenia, Voltairem, Monteskiuszem i Jeanem le Rond d’Alembert, jak większa część encyklopedystów, którzy też obcowali w jej salonie, we Francji.
W 1753 oślepła i wzięła do siebie swoją siostrzenicę, Julie de Lespinasse jako swoją towarzyszkę, dziesięć lat później Lespinasse otworzyła swój własny salon, a pomogła jej w tym Marie Thérèse Rodet Geoffrin. Większość klientów markizy wzięła ze sobą i przez to salon Madame du Deffand stracił prawie całkowicie swoją siłę przyciągania. Marie de Vichy-Chamrond zgorzkniała, w wieku prawie 70 lat, zakochała się w pisarzu, Horatio Walpole, z którym od 1766 często korespondowała i który pomógł jej wyjść z sytuacji finansowej. 
Jej mądre, kulturalne, cenne listy nie tylko przeszły do historii literatury, ale także określają ją jako jedną z najinteligentniejszych umysłów w jej stuleciu.

## Dzieła
- Litery. Edycja Slatkine, Genewa 1971 (Repr. Iss., Paryż 1876)
- Anegdoty i osądy o dziwnych ludziach, niemieckie przetłumaczenie listów Meta Forkel-Liebeskind. W: Porannej karcie dla wykształconych osiedli, nr. 199, s. 795, nr. 200, s. 799 f., nr. 201, s. 803 i nr. 202, s. 806, rok 1812